# Okno v Parizj
Okno v Parizj (russisk: Окно в Париж) er en russisk spillefilm-fransk fra 1993 af Jurij Mamin.

## Medvirkende
- Sergej Dontsov som Nikolaj Tjizjov
- Anjes Soral som Nikol
- Viktor Mikhajlov som Nikolaj Gorokhov
- Nina Usatova som Verka
- Natalja Ipatova